# شبکه جستجوی سیاره‌های شرق آسیا
شبکه جستجوی سیاره‌های شرق آسیا (به انگلیسی: East-Asian Planet Search Network)(اختصاری EAPSNET) یک همکاری بین‌المللی میان چین، ژاپن و کره جنوبی است. هر یک از رصدخانه‌های عضو که شامل رصدخانه بوهیونسان (کره)، زینگلونگ (چین) و اواِی‌او (ژاپن) می‌شوند، دارای تلسکوپ‌هایی با قطر ۲ متر، یک طیف‌سنج نوری با پراکندگی بالا از نوع ایشلی و یک سلول جذب ید برای اندازه‌گیری دقیق سرعت شعاعی (RV) هستند و به دنبال سیاره فراخورشیدی می‌گردند.

## کشف
یادداشت: HD 119445 b یک کاندیدای کوتوله قهوه‌ای است.